# Quartier generale
Il quartier generale (spesso abbreviato in QG) indica un luogo nel quale risiedono la maggior parte delle funzioni principali di un'organizzazione.
Sebbene, in origine, l'espressione fosse utilizzata per indicare il luogo di riunione dei massimi ufficiali delle forze armate, viene comunemente usato anche per indicare il luogo dove risiedono gli organi decisionali di un'impresa nell'ambito dell'organizzazione aziendale ed in generale di qualunque ente organizzato a più livelli.
Nelle opere di fantasia il termine quartier generale è indicato come la tana degli antagonisti della storia o anche degli eroi.